# Beavercreek, Oregon
Beavercreek är en ort (hamlet) och en så kallad census-designated place i Clackamas County i Oregon. Vid 2010 års folkräkning hade Beavercreek 4 485 invånare.